# Ягупы
Ягупы — деревня в Островском районе Псковской области. Входит в состав Воронцовской волости.
Расположена у левого берега реки Черёха, в 28 км к востоку от города Остров и в 11 км к северу от волостного центра, села Воронцово.
Численность населения деревни по состоянию на 2000 год составляет 5 жителей.
До 2005 года деревня входила в состав ныне упразднённой Шаркуновской волости с центром в д.Погорелка.